# Gobierno de la Ciudad de México
El Gobierno de la Ciudad de México es el conjunto de instituciones políticas y administrativas que rigen la capital mexicana, conforme a lo establecido por la Constitución Política de los Estados Unidos Mexicanos, la Constitución Política de la Ciudad de México, y por las demás disposiciones legales aplicables emitidas por el Congreso de la Unión y el Congreso de la Ciudad de México.
La Ciudad de México, una de las 32 entidades federativas del país, es autónoma en cuanto a su régimen interior, el cual, de acuerdo con su constitución local y en sincronía con la carta magna federal, es republicano, representativo, democrática, laico y popular, compuesto por 16 alcaldías o demarcaciones, base de su organización política y división territorial.

## Forma de gobierno
La Constitución Política de la Ciudad de México señala que el poder público de la Ciudad de México adoptará la forma de gobierno republicano, representativo, democrático y laico.

La Ciudad de México adoptará para su régimen interior la forma de gobierno republicano, representativo, democrático y laico. El poder público de la Ciudad de México se dividirá para su ejercicio en Legislativo, Ejecutivo y Judicial. No podrán reunirse dos o más de estos poderes en una sola persona o corporación ni depositarse el Legislativo en un solo individuo.
Artículo 28. Constitución Política de la Ciudad de México

## Poderes de la Ciudad de México
El artículo 122 de la Constitución Política de los Estados Unidos Mexicanos señala que el Gobierno de la Ciudad de México está a cargo de sus poderes locales, en los términos establecidos en la Constitución Política de la Ciudad de México.
De acuerdo con la Constitución Política de la Ciudad de México, el ejercicio del poder público se divide en:
- El poder ejecutivo, depositado en un individuo denominado jefe de Gobierno de la Ciudad de México.
- El poder legislativo, depositado en el Congreso de la Ciudad de México.
- El poder judicial, cuya cabeza es el Tribunal Superior de Justicia de la Ciudad de México.

### Poder ejecutivo

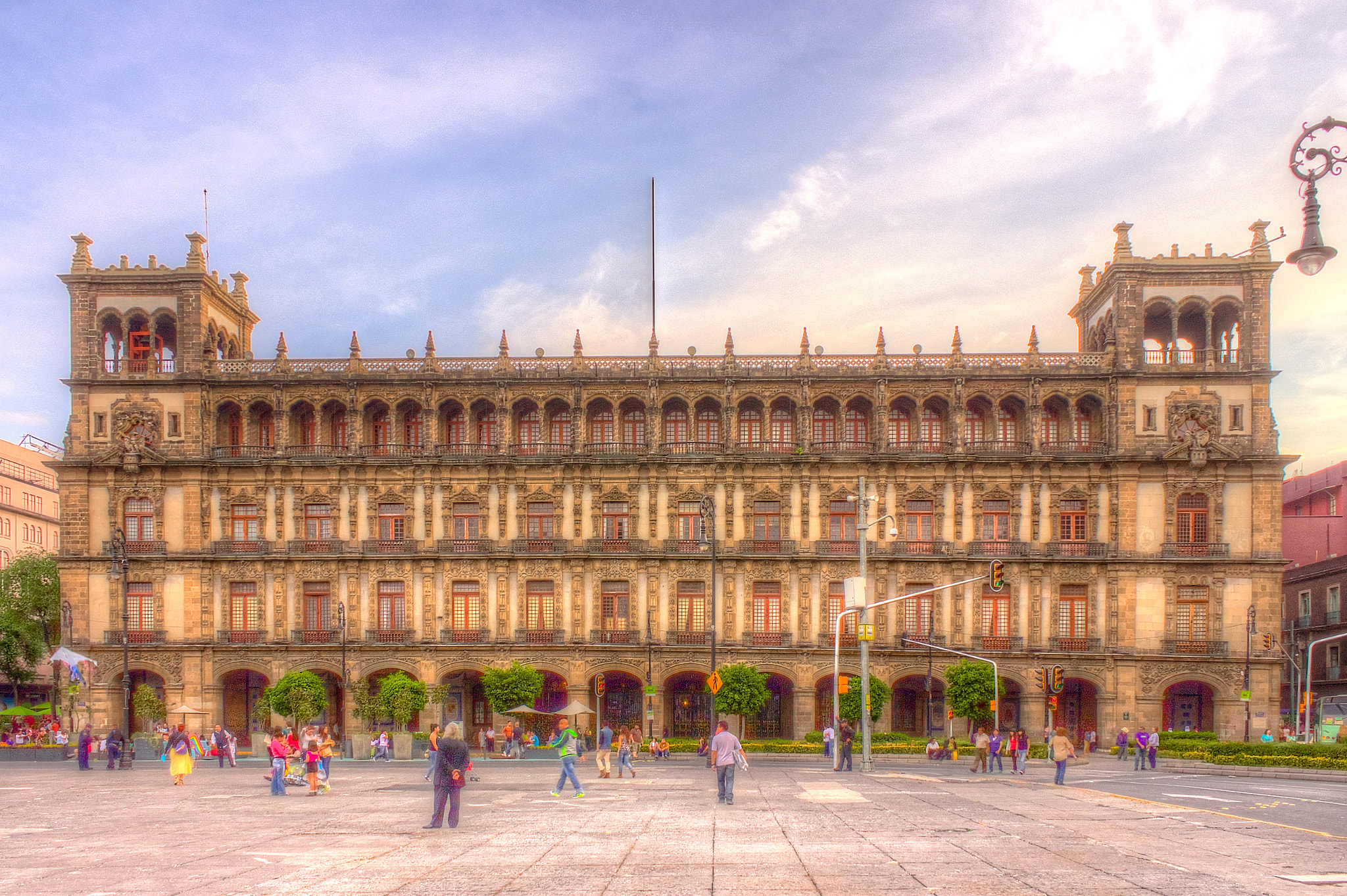
Antiguo Palacio del Ayuntamiento, sede del poder ejecutivo de la ciudad.

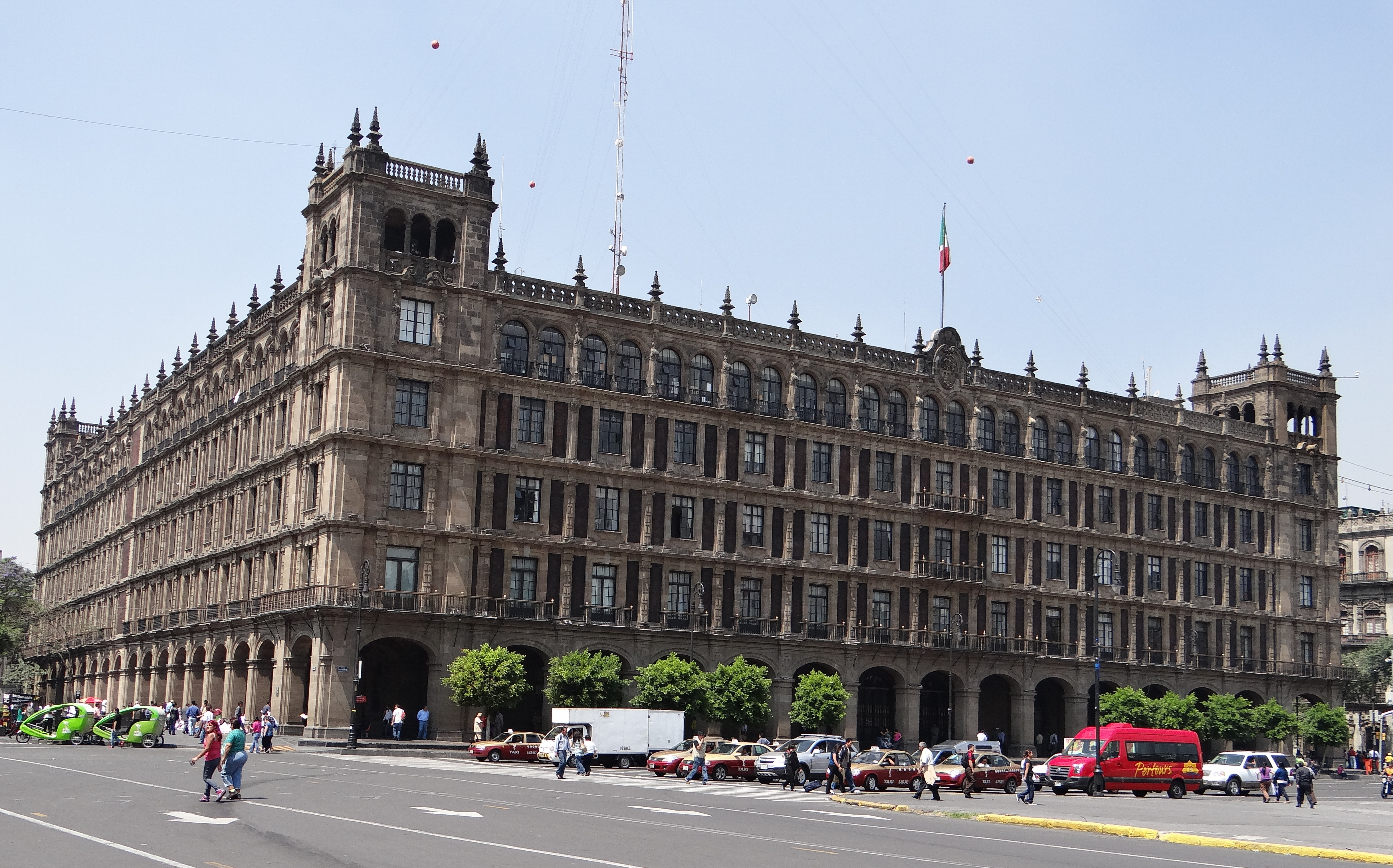
El edificio de Gobierno de la Ciudad de México, junto al Antiguo Palacio del Ayuntamiento, aglomera distintas oficinas del gobierno capitalino.

El Jefe de Gobierno de la Ciudad de México es el titular del poder ejecutivo de la entidad y la cabeza de la administración pública local. Es elegido mediante voto directo y universal. Una vez electo, entra en funciones el 5 de octubre del año de la elección. Su cargo dura un periodo de seis años, sin posibilidad de reelección, ni siquiera en el caso de haberlo desempeñado como interino, provisional o sustituto.
El cargo solo es renunciable por causa grave, que deberá ser calificada por el Congreso de la Ciudad de México. En caso de muerte, destitución o renuncia, asume de manera inmediata y provisional el cargo el secretario de Gobierno, y después, con las reservas que contempla la misma Constitución local, corresponde al Congreso de la Ciudad de México nombrar un sustituto o interino.
La constitución local vigente prevé dicho cargo en su título quinto, capítulo segundo, y es abordado por los tres apartados y diversos puntos e incisos que componen el artículo 32. En ellos, se especifican las obligaciones, facultades, requisitos y restricciones al cargo; especificaciones que van desde el mando de la fuerza pública de la ciudad (policía local y guardia nacional adscrita); la titularidad de las políticas económica, desarrollo social y de seguridad pública; la promulgación y ejecución de las leyes emitidas por el poder legislativo; proponer nombramientos a cargos que requieren aprobación del Congreso o del Tribunal Superior de Justicia, y diversas prerrogativas concedidas en otros artículos de la misma carta magna y de las leyes locales.
La Administración Pública de la Ciudad de México, según el artículo 33 de su Constitución Política, está encabezada por el Jefe de Gobierno y se divide en dos categorías: la administración centralizada y la paraestatal. La administración centralizada comprende las secretarías, la Consejería Jurídica y de Servicios Legales, así como los órganos desconcentrados. Por otro lado, la administración paraestatal se compone de organismos descentralizados, empresas de participación estatal mayoritaria y fideicomisos públicos.
A la persona titular de la Jefatura de Gobierno le corresponde originalmente todas las facultades establecidas en los ordenamientos jurídicos de la Ciudad y puede delegarlas en los servidores públicos subalternos, excepto aquellas que por ley no puedan delegarse.

### Poder legislativo

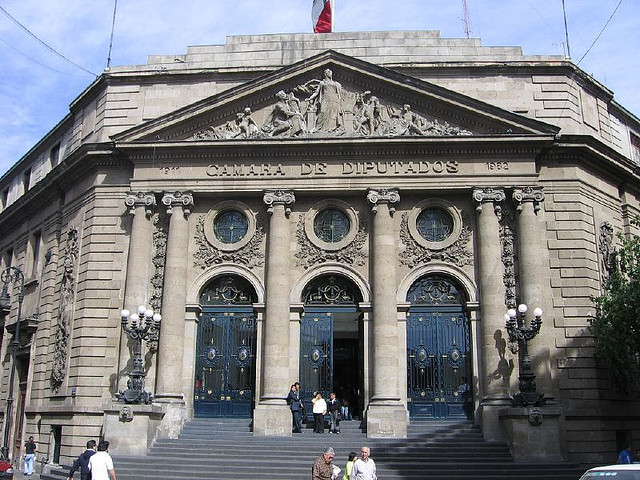
Palacio Legislativo de Donceles, sede del Congreso de la Ciudad de México, poder legislativo de la capital.

El Congreso de la Ciudad de México es el órgano depositario del poder legislativo en esa entidad federativa. Conformada como asamblea unicameral, se compone de 66 diputados, de los cuales 33 son electos por principio de mayoría relativa y 33 por el principio de representación proporcional. 
Sus integrantes son electos por voto universal bajo los dos principios ya mencionados: los primeros por voto directo y los segundos de acuerdo al sistema de listas que establece la Código de Instituciones y Procedimientos Electorales de la Ciudad de México.
La duración del cargo es de tres años con opción a una reelección inmediata, siempre y cuando sea represente al partido o coalición que postuló originalmente al Diputado. Por cada Diputado titular se elige un suplente; siendo este quien suplirá las ausencias temporales o definitivas de su compañero de fórmula.
La constitución federal, en su artículo 122 y en la Constitución Política de la Ciudad de México, en los tres artículos que componen el Capítulo II del Título V detallan las facultades, obligaciones, derechos, prerrogativas, requisitos y restricciones del cuerpo legislativo, que, en términos generales, están enmarcadas en aquellas políticas en las que la entidad es autónoma: régimen interno, presupuesto, ingresos, desarrollo social, seguridad pública, procuración e impartición de justicia  (que no estén contempladas en el orden federal) y que no estén adjudicadas en exclusividad al Congreso de la Unión o algún otro órgano federal.

### Poder judicial
En el Poder Judicial de la Ciudad de México, se deposita la facultad de impartir justicia en todos los aspectos institucionales de la ciudad,  la aplicación de las normas y principios jurídicos en la resolución de conflictos; y en todos los ámbitos de la aplicación del Derecho y la interpretación de las leyes en la sociedad (civil, penal, constitucional, mercantil, laboral, administrativo, fiscal, procesal, etcétera), siempre y cuando ninguno esté contemplado en exclusividad para el Poder Judicial Federal.

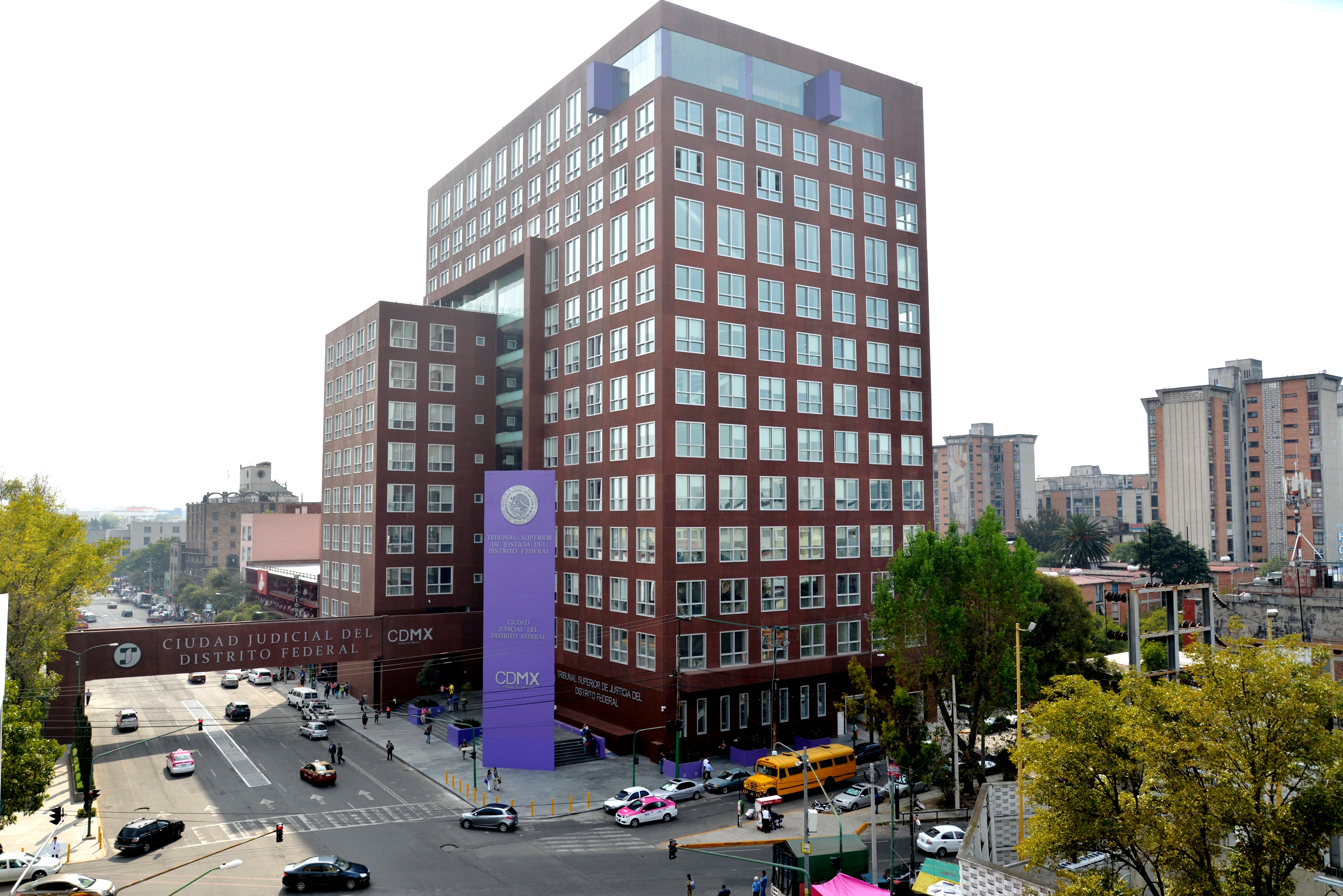
Ciudad Judicial de la Ciudad de México, sede del Poder Judicial local.

El Poder Judicial de la Ciudad de México se deposita en un Tribunal Superior de Justicia, antes llamado Tribunal Superior de Justicia del Distrito Federal y desde hace algunos años conocido como Tribunal Superior de Justicia de la Ciudad de México, que consta de una Sala Constitucional, el Consejo de la Judicatura y juzgados.
El Consejo de la Judicatura de la Ciudad de México se encarga de la administración, vigilancia y disciplina del Poder Judicial, con excepción del Tribunal Superior de Justicia. Además, es el Consejo de la Judicatura, el encargado de la designación de los jueces de la Ciudad de México.
Conforme a su normatividad interna, el Tribunal Superior de Justicia de la Ciudad de México puede funcionar en Pleno y en Salas, el primero conformado por la totalidad de los magistrados del tribunal y cada una de las salas por tres de ellos. Los magistrados del tribunal son nombrados por la Congreso de la Ciudad de México, a propuesta del Jefe de Gobierno.

#### Antecedentes
El antecedente directo del tribunal se encuentra en el Tribunal Superior de la Ciudad Capital del Departamento de México, creado en 1837 y que, tras desaparecer e integrar sus funciones a la Suprema Corte de Justicia de la Nación, dio paso al Tribunal Superior de Justicia en 1868, el cual dejó de funcionar durante las guerras revolucionarias para renacer en 1919, ya bajo el amparo de la nueva constitución política.[cita requerida]
Posteriormente, en el Estatuto de Gobierno del Distrito Federal de 1994 (abrogado en el 2018), en la Ley Orgánica del Tribunal Superior de Justicia del Distrito Federal, publicada en el Diario Oficial de la Federación el 7 de febrero de 1996, y en la Ley Orgánica del Poder Judicial de la Ciudad de México, publicada en la Gaceta Oficial de la Ciudad de México el 4 de mayo del 2018 y que entró en vigor el 1 de junio del 2019.

## Alcaldías
La Ciudad de México se divide internamente en 16 demarcaciones territoriales. Cada demarcación goza de autonomía en su capacidad para elegir a su propia alcaldía (el gobierno de la demarcación territorial, parecido a un ayuntamiento municipal), la cual es responsable, en la mayoría de los casos, de proveer los servicios públicos más cercanos requeridos por su población. 
La alcaldía (antes delegaciones) es encabezada por un alcalde (antes, jefe de la delegación o delegado), que se elige cada tres años y que puede reelegirse, a través de votación, por un periodo inmediato. Cada demarcación posee un concejo integrado por varios concejales, en función de su tamaño poblacional.
Las demarcaciones territoriales de la Ciudad de México son las responsables, de acuerdo con lo estipulado por la Constitución local, de los servicios públicos más básicos (seguridad pública, agua potable, drenaje, alumbrado, panteones, mercados, parques, obra pública menor, servicios de limpia, uso de suelo, desarrollo urbano o comunitario y transporte público, entre otras cosas), la acción legislativa de los concejales para ese fin, el cobro de impuestos a dichos servicios y cualquier otra facultad que le otorguen la constitución local, la ley orgánica de las alcaldías y los reglamentos administrativos. La Ley Orgánica de las Alcaldías de la Ciudad de México especifica la estructura y organización política para cada demarcación y su correspondiente alcaldía.

## Órganos autónomos
Los organismos autónomos de la Ciudad de México son de carácter especializado e imparcial, tienen personalidad jurídica y patrimonios propios, con plena autonomía técnica y de gestión, capacidad para decidir sobre el ejercicio de su presupuesto y para determinar su organización interna de conformidad con lo previsto en las leyes correspondientes.
Los órganos autónomos de la Ciudad de México son:
- Comisión de Derechos Humanos de la Ciudad de México
- Consejo de Evaluación de la Ciudad de México
- Fiscalía General de Justicia
- Instituto de Defensoría Pública
- Instituto de Transparencia, Acceso a la Información y Protección de Datos Personales
- Instituto Electoral de la Ciudad de México
- Tribunal Electoral de la Ciudad de México